# 克莱贝尔号列车
克莱贝尔号（法語：Kléber）是曾经运行于法国首都巴黎至该国东部城市斯特拉斯堡间一班长途列车所使用的名称，由法国国家铁路在1971年至1988年间开行。其命名源自法国大革命时期的军事将领让·巴普蒂斯特·克莱贝尔，后者即出生于斯特拉斯堡。列车自开行以来一直作为全欧快车类别运营，直至1988年停运。

## 历史
克莱贝尔号于1971年5月23日作为全欧快车（TEE）类别在斯特拉斯堡－巴黎间开行，使用车次为TEE60（西行）/61（东行）次。其运行横贯全长502公里的巴黎-斯特拉斯堡铁路，中途仅停靠南锡1站。在运营初期，西行的TEE60次会在上午7:50分从斯特拉斯堡出发，并于11:40分抵达巴黎。东行的TEE61次则在下午17:20离开巴黎，并于晚上21:10分抵达斯特拉斯堡。而在1973年的冬季运行图至1980年的冬季运行图期间，列车在双向的运行时间均延长15分钟。
| 61次 | 61次  | 停靠站     | 60次  | 60次 |
| 里程 | 时刻  | 停靠站     | 时刻  | 里程 |
| ---- | ----- | ---------- | ----- | ---- |
| 0    | 17:21 | 巴黎       | 11:42 | 502  |
| 352  | 19:56 | 南锡       | 09:04 | 150  |
| 502  | 21:09 | 斯特拉斯堡 | 07:50 | 0    |

至1982年9月26日，早班的TEE60次已经停运。克莱贝尔号的名称被转移到斯特拉斯堡－巴黎的晚班服务TEE62次中，这是原另一班全欧快车斯坦尼斯瓦夫号所使用的车次。后者此时已被转变为搭载两舱车厢等级的快速列车（Rapide）类别，但仍然维持上午于巴黎发车的时刻，并接管了克莱贝尔号的早班西行服务。被更名为克莱贝尔号的TEE62次则维持下午17:10分从斯特拉斯堡发车，并于晚上21:00抵达巴黎。
独立运营的TEE62/61次服务于1988年9月23日被撤销，它们被整合入巴黎至德国斯图加特间运营的一班国际列车之中，克莱贝尔号就此成为历史。

## 机车车辆
克莱贝尔号主要使用法国国家铁路的BB 15000型电力机车担当牵引任务，它适用于供电制式为25千伏工频单相交流电的电气化铁路。
在客车车厢方面，克莱贝尔号最初采用的是法国国家铁路的大型舒适型车厢，在外观上分别漆以醒目的红色、橙色、浅灰色及瓦灰色涂装。其编组由8节车厢构成，包括1节A4Dtux型守车、2节A6u型隔间座车、3节A8tu型开放座车、1节A3rtu型酒吧车和1节Vru型餐车。在1975年9月28日，列车编组曾被加长至13节车厢。
由于大型舒适型车厢的供应量有限，克莱贝尔号偶尔也会交替使用米斯特拉尔56（Mistral 56）款的DEV Inox型车厢。至1982年，克莱贝尔号的编组被完全替换为米斯特拉尔69（Mistral 69）款的DEV Inox型车厢。
此外，在克莱贝尔号17年的运营生涯中，其餐车的服务均由国际卧铺车公司（简称）提供。